# 瀬戸環奈
瀬戸 環奈（せと かんな、2004年〈平成16年〉5月10日 - ）は、日本のAV女優、元グラビアアイドル。Bstar所属。神奈川県出身。

## 経歴

### デビュー以前
グラビアアイドルになる前は普通の学生だった。バレーボールを扱ったアニメが好きだったことから中学校ではバレーボール部に所属していた。高校在校中は最大で週8件アルバイト（歯科助手、ファストフード、ネットカフェ、倉庫管理）をこなす。ある日の昼休み、バスケットボール部の顧問教諭がシューズとユニフォームを持ってきて入部を勧めたので助っ人として在籍していたこともある。
20歳を迎え酒を嗜むようになると、その頃に知り合った綺麗なお姉さんたちから体を褒められ「モデルになればイイのに」と勧められる。「綺麗な人たちがそう言ってくれるのなら、そうしよう」とデビューのきっかけとなる。2024年10月7日、週刊誌『週刊ポスト』10月18・25日号（小学館）にて水着姿を披露し、グラビアデビュー。グラビア挑戦のきっかけについて「何か新しいことに挑戦したいなって思っていた時に、前々から友達や周囲からは勧められていたので、思い切ってチャレンジしました」と語っている。
2024年10月9日、週刊ポストデジタル写真集『瀬戸環奈 てぇてぇJカップ。』（小学館）が配信開始。
2024年12月23日、2025年1月28日にファースト写真集『emerald』（小学館）の発売を発表。小学館のプレスリリースによると、この写真集は「2人だけの小旅行」というテーマで沖縄県を舞台にビーチ、プール、アメリカンハウス、伝統的な古民家で撮影。また、この写真集は自身初となるフルヌードで挑んだ写真集と告知されている。この写真集は電子書籍版も同日に発売され、電子版では紙版未収録の衣装を含めた計30ページ増となる。

### AVデビュー発表
2024年12月24日、2025年1月28日にエスワンよりAVデビューすることを自身のSNS上で発表した結果、X（旧：Twitter）アカウントのフォロワーは発表前の5.8万人から9.6万人（2024年12月24日12時時点）と増加し、一時トレンド入りを果たした。AVデビューの理由は、「水着と裸って、布1枚あるかないかの違いでしかないと思っていて。求められているのなら、やろうかなって率直に思ったんです」と語っている。なお、AVデビュー前は1回もAVを観たことがなく、AVに関して「三上悠亜ちゃんをギリギリ知ってるくらいの知識」しか持っていなかった。
中国でもかなりの影響を及ぼし、中国のネットブロガー・捂疼男は微博の記事で分析している。曰く「グラビアアイドルの地位を他の業界への進出の布石とする例は数多く存在する。『週刊ポスト』や『FLASH』などの雑誌も、最近2年間でこのような仕込みを何度も行っている。例えば藤かんな、田野憂、MINAMOなどだ。しかし、彼女らは瀬戸環奈のようにデビュー直後にピークを迎え、グラドル界の超大型新人と呼ばれ、これほど早く単独写真集を出すことはなかった(意訳)」。
予約段階であるにも関わらず、2024年12月16週FANZA通販フロアランキング、及び同週のFANZA動画フロアランキングでそれぞれ1位を記録した。その後も同年12月23日週、12月30日週と、FANZA通販フロアランキングでデビュー作が3週連続で1位となり、同年FANZA通販フロア・マンスリー女優ランキングでは12月度、2025年1月度、2月度と3か月連続で1位となった。FANZA動画フロア1月度ランキングでも1位。
2025年1月13日、自身のXにて成人式の晴れ着姿を公開した。
2025年1月13日週FANZA通販フロアランキングでデビュー作Blu-ray版が2位、DVD版が1位に再浮上。翌20日週のランキングでもこれを維持した。2月3日週ランキングでは再度1位。デビュー第2作が2位にランクイン。
2025年1月21日、ファースト写真集『emerald』（小学館）の発売前重版が決定したと発表された。

### AVデビュー後

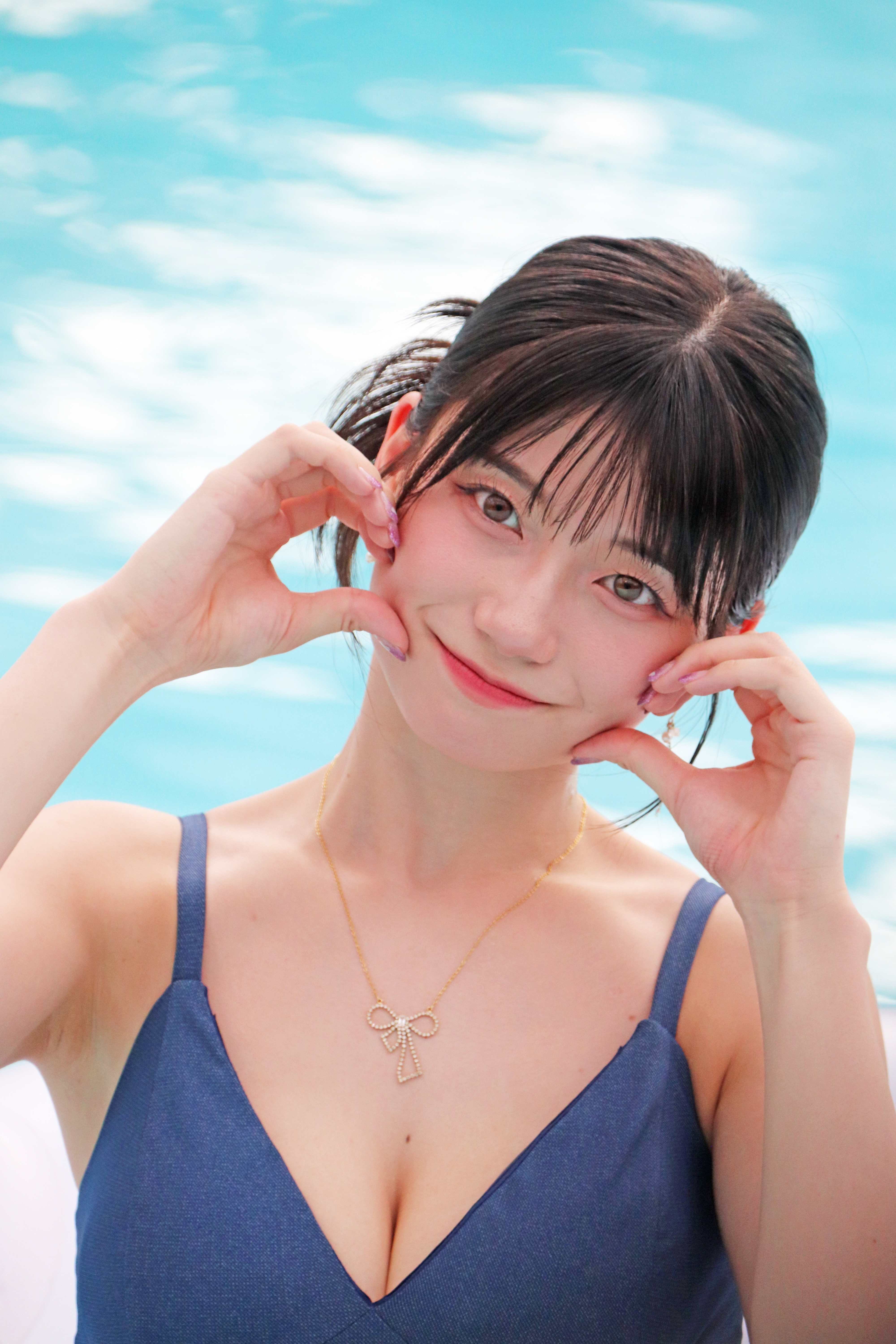
2025年撮影

2025年1月28日、AV女優としてのデビュー作、『新人NO.1 STYLE 最強ヒロイン瀬戸環奈AVデビュー』の発売開始。なお、配信版は1月24日から先行配信開始されている。
2025年1月30日、1st写真集『emerald』のアザーカットで構成した写真集、『【デジタル限定】瀬戸環奈1st写真集 emerald star』（小学館）が配信開始された。
2025年2月10日週FANZA通販フロアランキングではデビュー第2作のDVD版が第2位、Blu-ray版が1位を記録した。FANZA動画フロア2月度月間女優ランキング3位ランクイン。
2025年3月3日週FANZA通販フロアランキングにて、第3作『最強ヒロインの素顔とリアルセックスが見たい！筋書きなしで性欲のままに何度もずっと求め合うエロくて生々しい2泊3日SEXデート 瀬戸環奈』が初登場1位となった。3月17日発売の『週刊プレイボーイ』13・14合併号（集英社）で青年誌グラビアページに初掲載。
2025年3月17日週FANZA通販フロアランキングにて、初のイメージビデオ『ALL NUDE 瀬戸環奈』（Aircontrol）DVD版が初登場9位。Blu-ray版が初登場1位をそれぞれ記録。
2025年3月25日週FANZA通販フロアランキングにて、『最強ヒロインの潜在的エロス爆発』が初登場1位にランクイン。4月7日週同ランキングではDVD版が8位、Blu-ray版が1位となった。4月21日週FANZA動画フロアランキングでも『最強ヒロインの潜在的エロス爆発』が1位を記録。4月度FANZA通販フロア女優ランキング1位。
2025年4月25日、「恋のはじまり 瀬戸環奈デジタル写真集」（双葉社）配信開始。
2025年4月28日週FANZA動画フロアランキングにて、『最強ヒロインの素顔とリアルセックスが見たい！筋書きなしで性欲のままに何度もずっと求め合うエロくて生々しい2泊3日SEXデート』が初登場1位。
2025年5月4日、TREND GIRLS撮影会2025に参加した。5月5日週FANZA通販フロアランキングにて、『最強ヒロインに会える風俗店』（DVD版）が初登場10位。『最強ヒロインの潜在的エロス爆発』が6位。『最強ヒロインに会える風俗店』（Blu-ray版）が初登場1位と3作がベスト10入りを果たした。同週FANZA動画フロアランキングでは『最強ヒロインの潜在的エロス爆発』が1位に再浮上した。5月12日週FANZA通販フロアランキングでは『最強ヒロインに会える風俗店』（DVD版）が3位浮上。Blu-ray版が1位を維持した。
2025年5月8日、渋谷で『ハーレムオブトーキョー』と瀬戸環奈のコラボイベントについての発表会に登場。同作はEXNOAが運営するパソコン・スマホ向けのRPGで、コラボイベント期間の2025年5月13日から5月27日までのあいだ、「仲間：瀬戸環奈」と「恋人：瀬戸環奈」が登場する。瀬戸にとって声の仕事はこれが初である。
2025年5月21日、台北市南港区の台北南港展覽館2号館で行われたTRE 台北國際成人展（Taipei Red Expo） 開催前会見に金松季歩とともに出席した。現地メデイアは「千年一遇神乳」と伝えた。
2025年5月23日、デジタル限定 瀬戸環奈写真集「裸のマーメイド」（集英社）配信開始。同年FANZA通販フロア5月度月間AV女優ランキング1位となる。2025年FANZA動画フロア5月度月間女優ランキング1位。
同年6月2日週FANZA通販フロアランキングでは『最強ヒロインと最高のオナニー体験を！セトカンが全力でちんしこサポート夢の8コーナー3時間スペシャル』が初登場1位ランクイン。FANZA通販フロア2025年6月度AV女優ランキング1位。同作は6月30日週動画ランキングでも1位となった。
同年6月30日週FANZA通販フロアランキングにて、『1000年に一人の女子〇生から求愛を受けた担任教師は全てを捨て教え子との禁断性交に溺れた。』が初登場1位となる。7月7日週FANZA通販フロアランキングでも同作が1位を維持した。同年7月28日週FANZA動画フロアランキングではデビュー第3作『最強ヒロインの素顔とリアルセックスが見たい！～』が1位に再浮上した。
同年7月度FANZA通販フロア月間AV女優ランキングでは4月度から4か月連続となる1位を記録した。
2025年8月4日、Fantiaにて公式ファンクラブ『セットー団💙☠️💙』を開設。同年8月4日週FANZA通販フロアランキングにて、『絶頂の向こう側へ 最強ヒロインに巨根ピストンを 瀬戸環奈』が初登場1位を記録。
2025年8月8日から10日まで開催されたTRE2025台北国際アダルトエキスポ（TRE台北国際成人展）に参加した。

## 人物
- 特技はスポーツ全般（バレーボール、バスケットボールなど）[5]。なお、プールで遊ぶのは好きだが泳げない[15]。
- 憧れのAV女優は、小学館のインタビューでは「相沢みなみ」と答えている[11]。
- 憧れのタレントは菜々緒。買ったことがある唯一の写真集も菜々緒のもの[5]。
- ファンネームはセットー団。2025年の週刊大衆表紙では（5月12日/19日合併号）「本誌もセットー団宣言」の見出しで使用された[60]。
- 本人によるとB専らしい。男性の身長は気にしないが、手のサイズは見てしまう。自身の手が大きいことと関係しているかもしれないと金髪りさの取材に答える[15]。

### 私生活
（この節、特に断らない限り出典:）
- 初めての彼は小学校5年生の時。他の男子の家に届け物があったので行ったところ「他の男の家に行ったのか！ それは浮気だ！」とフラれる。
- 中学校1年生の時に出来た彼とファーストキス。初体験は本人の記憶によると中1と中2の間の春休み。環奈の方から唐突に「しよっ♥」と誘う。出血はなく、全然痛くもなかった。この彼とは中学校卒業までは続いたが、不明な理由で突然フラれる。
- 高等学校入学後、すぐに新しい彼ができる。別の学校の1学年下の巨根の男子で、SEXの気持ち良さを知ったのはこの彼が最初[注釈 3]。

### おっぱいとその発育について
- 中1の時初めてブラジャーを着けるが、この時Dカップあった。中学校在校中に身長が一気に伸び、背の順で一番後ろになっていた。高校時代、バイト先に同じ苗字の同僚がいたため、職場では「メロンちゃん」と呼ばれていた[61]。本人によると卒業時には「Fカップ以上あったと思う」。卒業後も発育は続いたが、2024年12月の報道によると「ここ最近はJで落ち着いて」いる。また「個人的にはこのサイズがベストなのでもう成長しなくてもイイ」ともコメントしている[8]。
- 悩みはホックに負担がかかるため下着の消耗が激しく、半年に1回ペースで買う必要があること[61]。

### 技巧
- プライベートでのパイズリ経験はほとんどなく、AVデビュー作で初披露。このことから初撮影でイカせることができたことは衝撃的だったと述べている。以降の作品でも胸を使用するプレイを求められることが多いことから、瀬戸は「視聴的にも物理的にも気持ちよくさせるパイズリは奥が深い」と語っている[61]。

## 作品

### アダルトビデオ
2025年
| タイトル | 発売日  | 規格      | 品番      | メーカー      | 備考         |
| --- | ------- | --------- | --------- | ------------- | ------------ |
| 新人NO.1 STYLE 最強ヒロイン瀬戸環奈AVデビュー                                                                                         | 1月28日 | DVD       | SONE-614  | S1 NO.1 STYLE | AVデビュー作 |
| 新人NO.1 STYLE 最強ヒロイン瀬戸環奈AVデビュー                                                                                         | 1月28日 | BD        | SONE-614  | S1 NO.1 STYLE | AVデビュー作 |
| 新人NO.1 STYLE 最強ヒロイン瀬戸環奈AVデビュー                                                                                         | 1月28日 | 9SONE-614 |           | S1 NO.1 STYLE | AVデビュー作 |
| 最強ヒロインAV初体験3本番 瀬戸環奈 | 3月11日 | DVD       | SONE-615  | S1 NO.1 STYLE |              |
| 最強ヒロインAV初体験3本番 瀬戸環奈 | 3月11日 | BD        | 9SONE-615 | S1 NO.1 STYLE |              |
| 最強ヒロインの素顔とリアルセックスが見たい！ 筋書きなしで性欲のままに何度もずっと求め合うエロくて生々しい2泊3日SEXデート 瀬戸環奈[62] | 4月8日  | DVD       | SONE-638  | S1 NO.1 STYLE |              |
| 最強ヒロインの素顔とリアルセックスが見たい！ 筋書きなしで性欲のままに何度もずっと求め合うエロくて生々しい2泊3日SEXデート 瀬戸環奈[62] | 4月8日  | BD        | 9SONE-638 | S1 NO.1 STYLE |              |
| 最強ヒロインの潜在的エロス爆発 瀬戸環奈                                                                                               | 5月13日 | DVD       | SONE-682  | S1 NO.1 STYLE |              |
| 最強ヒロインの潜在的エロス爆発 瀬戸環奈                                                                                               | 5月13日 | BD        | 9SONE-682 | S1 NO.1 STYLE |              |
| 最強ヒロインに会える風俗店 瀬戸環奈                                                                                                   | 6月10日 | DVD       | SONE-720  | S1 NO.1 STYLE |              |
| 最強ヒロインに会える風俗店 瀬戸環奈                                                                                                   | 6月10日 | BD        | 9SONE-720 | S1 NO.1 STYLE |              |
| 最強ヒロインと最高のオナニー体験を！セトカンが全力でちんしこサポート夢の8コーナー3時間スペシャル 瀬戸環奈                             | 7月8日  | DVD       | SONE-758  | S1 NO.1 STYLE |              |
| 最強ヒロインと最高のオナニー体験を！セトカンが全力でちんしこサポート夢の8コーナー3時間スペシャル 瀬戸環奈                             | 7月8日  | BD        | 9SONE-758 | S1 NO.1 STYLE |              |
| 1000年に一人の女子〇生から求愛を受けた担任教師は全てを捨て教え子との禁断性交に溺れた。 瀬戸環奈                                       | 8月12日 | DVD       | SONE-811  |               |              |
| 1000年に一人の女子〇生から求愛を受けた担任教師は全てを捨て教え子との禁断性交に溺れた。 瀬戸環奈                                       | 8月12日 | BD        | 9SONE-811 |               |              |
| 絶頂の向こう側へ 最強ヒロインに巨根ピストンを 瀬戸環奈                                                                                | 9月9日  | DVD       | SONE-846  |               |              |
| 絶頂の向こう側へ 最強ヒロインに巨根ピストンを 瀬戸環奈                                                                                | 9月9日  | BD        | 9SONE-846 |               |              |

### VR作品
2025年
| タイトル                                                                | 発売日  | 規格 | 品番     | メーカー      | 備考 |
| ----------------------------------------------------------------------- | ------- | ---- | -------- | ------------- | ---- |
| VR NO.1 STYLE 最強ヒロイン 瀬戸環奈 解禁 せとかんとSEXできるVR 瀬戸環奈 | 9月12日 | VR   | SIVR-444 | S1 NO.1 STYLE |      |

### イメージビデオ
2025年
| タイトル              | 発売日  | 規格 | 品番     | メーカー    | 備考 |
| --------------------- | ------- | ---- | -------- | ----------- | ---- |
| ALL NUDE 瀬戸環奈[63] | 4月22日 | DVD  | OAE-275  | Air control |      |
| ALL NUDE 瀬戸環奈[63] | 4月22日 | BD   | 9OAE-275 | Air control |      |

## 出版

### 写真集
- 瀬戸環奈1st写真集 emerald（2025年1月28日、小学館、撮影：岡本武志） ISBN 978-4-0968-2481-8[12]

### デジタル写真集
- 瀬戸環奈 てぇてぇJカップ。（2024年10月9日配信、小学館、撮影：カノウリョウマ）[10]
- 【デジタル限定】瀬戸環奈1st写真集　emerald star（2025年1月30日配信、小学館、撮影：岡本武志）[28]
- 恋のはじまり 瀬戸環奈デジタル写真集（2025年4月25日配信、双葉社、 浜田一喜）
- 瀬戸環奈写真集「裸のマーメイド」（2025年5月23日配信、集英社、撮影：松岡一哲）